# NGC 5765B
NGC 5765B este o galaxie seyfert de tip 2⁠(d) situată în constelația Fecioara. A fost descoperită în  de către John Herschel. Se află la o distanță de 120,77 de megaparseci de Pământ.